# Joey Jordison
Nathan Jonas Jordison (Des Moines, 26 aprile 1975 – 26 luglio 2021) è stato un batterista e polistrumentista statunitense, membro cofondatore del gruppo musicale Slipknot fino al dicembre 2013. Nell'aprile dello stesso anno fondò gli Scar the Martyr (successivamente Vimic), e dal 2016 fu attivo nel supergruppo blackened death metal Sinsaenum.

## Biografia

### Primi anni
Nato al Mercy Hospital di Des Moines (Iowa) il 26 aprile 1975, Jordison ha passato la sua infanzia in un'area rurale vicino a Waukee, dove era solito giocare a pallacanestro nella strada davanti a casa sua. I primi contatti con la musica arrivarono in tenera età, attribuendo questo all'influenza dei suoi genitori: «loro erano soliti farmi sedere davanti alla radio, invece che alla TV». Da quel momento cominciò a suonare la chitarra, fino a quando non ricevette una batteria come regalo dai suoi genitori per il suo ottavo compleanno. In quegli anni inoltre, i suoi genitori divorziarono; lui e le sue due sorelle più giovani scelsero di stare con la madre, la quale si risposò successivamente. Jordison affermò di aver sentito un'improvvisa responsabilità di essere l'uomo di casa, e questa responsabilità lo rendeva odioso mentre suonava la batteria. Durante l'adolescenza, si esibì dal vivo come membro di supporto di gruppi locali come gli Atomic Opera, gruppo comprendente Jim Root, e gli Heads on the Wall, che comprendeva Shawn Crahan.
Dopo aver lasciato la scuola, Jordison fu assunto in un negozio di musica chiamato Musicland. Nel marzo 1994, dopo una raccomandazione da un suo amico, trovò un lavoro alla Sinclair Oil Corporation di Urbandale, nella quale lavorò soltanto nei turni notturni, in quanto durante il giorno preferiva spendere il suo tempo con i suoi amici e per ascoltare la musica. Agli inizi del 1995, entrò nei The Rejects come chitarrista, suonando soltanto in un paio di concerti. Jordison entrò anche in un gruppo composto da Paul Gray e dal cantante Don Decker e chiamato Anal Blast. Durante i primi momenti della formazione degli Slipknot, Gray reclutò Jordison in un gruppo punk chiamato Have Nots nella primavera 1996; Jordison successivamente abbandonò il gruppo l'anno successivo per concentrarsi sugli Slipknot, ma tuttavia riformò i The Rejects fino a quando gli Slipknot non cominciarono le registrazioni per l'omonimo album di debutto, alla quale prese parte anche Gray non appena gli Have Nots si sciolsero.

### Slipknot

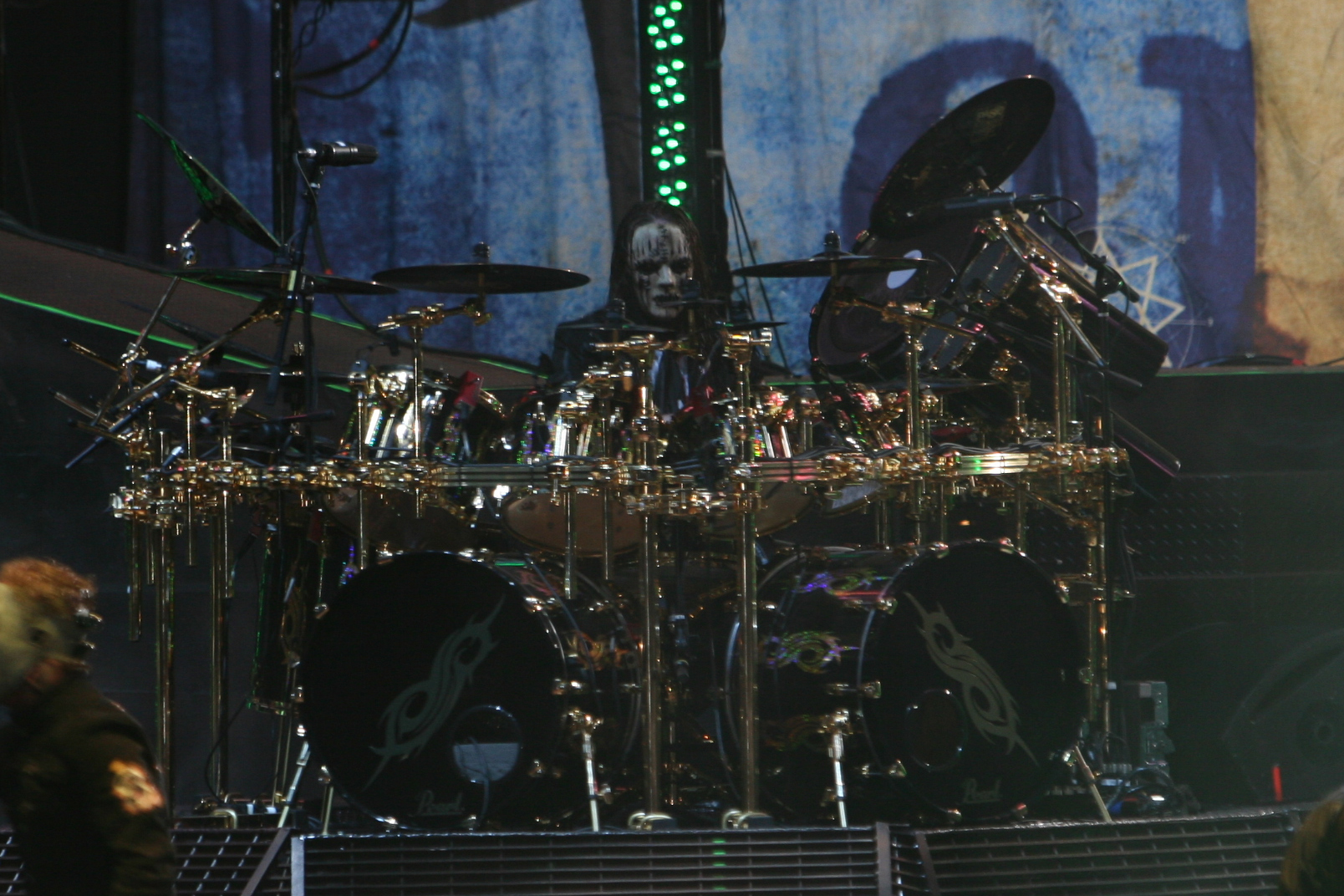
Joey Jordison in concerto con gli Slipknot nel 2008 al Mayhem Festival

Il 28 novembre 1995 Mark Anthony Cadavos avvicinò Jordison mentre quest'ultimo stava lavorando, offrendogli un posto in nuovo progetto chiamato The Pale Ones. Interessato e in un momento in cui si definiva «perso», Jordison fece alcuni provini nella stanza di Anders Colsefni e subito dopo mostrò il proprio interesse ad entrare nel gruppo. Riguardo a quel momento, «ricordo che tentavo difficilmente di non sorridere, quindi non mostrai la mia voglia di entrare, rimanevo impassibile, ma pensavo che alla fine erano loro a decidere». Gli Slipknot sarebbero diventati i pionieri della New wave of American heavy metal.
All'interno del gruppo ogni componente ha un numero che lo identifica e quello di Jordison era il numero 1. Con il gruppo ha prodotto anche l'album dal vivo 9.0: Live (2005). Nell'agosto 2008 Jordison si ruppe un'anca, costringendo gli Slipknot a cancellare molte date che avrebbero dovuto tenere nel Regno Unito, mentre il 22 agosto 2009 Jordison venne portato d'emergenza al pronto soccorso per un'appendicite, meno di un'ora prima che il gruppo si esibisse al concerto organizzato dalla stazione radio KISW-FM. A causa di questo, gli Slipknot cancellarono tutte le date programmate tra agosto e settembre, in modo da dare il tempo a Jordison di recuperare.
Nel 2010 Jordison venne votato come il miglior batterista degli ultimi 25 anni dai lettori di Rhythm, battendo altri batteristi come Mike Portnoy, Neil Peart, Phil Collins o Dave Grohl. Quando gli fu chiesto di commentare, egli ammise di essere «a corto di parole. Questo è al di là dell'incredibile. Qualcosa di simile mi ricorda ogni giorno perché io continuo a fare questo».
Il 12 dicembre 2013 gli Slipknot annunciano attraverso il proprio sito ufficiale che Jordison ha deciso di abbandonare il gruppo per motivi personali. In un'intervista apparsa su Team Rock il 21 giugno 2016 Jordison ha tuttavia dichiarato di essere stato allontanato dalla band dagli altri componenti e a sua insaputa, e che il motivo della separazione erano le conseguenze che stava avendo su di lui una severa malattia, una mielite trasversa acuta, che lo aveva colpito nell'agosto 2012 e che aveva richiesto mesi di ricovero, terapie e riabilitazione, smentendo le voci che lo davano affetto da dipendenze da alcool o droghe.

### Murderdolls
Mentre stava partecipando all'Ozzfest 2001 per supportare Iowa, Jordison incontrò l'allora chitarrista degli Static-X Tripp Eisen e i due discussero sulla creazione di un progetto parallelo. Nel 2002, Jordison riportò in vita i The Rejects, rinominando il gruppo in Murderdolls. Divenne il loro chitarrista e reclutò al basso Wednesday 13 dei Frankenstein Drag Queens from Planet 13. Quest'ultimo divenne successivamente il cantante del gruppo, mentre il batterista Ben Graves e il bassista Eric Griffin completarono la formazione. Sempre nel 2002, i Murderdolls firmarono per la Roadrunner Records e pubblicarono l'EP Right to Remain Violent, seguito ad agosto dello stesso anno dal primo album in studio Beyond the Valley of the Murderdolls. I testi del gruppo si basano sui film horror, quali Venerdì 13 e La notte dei morti viventi.
Jordison e Wednesday 13 riformarono i Murderdolls nel 2010, pubblicando il secondo album Women and Children Last il 31 agosto 2010. In un'intervista di marzo 2013, Wednesday 13 confermò che il gruppo è stato ufficialmente sciolto.

### Scar the Martyr e Vimic
Nell'aprile 2013 venne annunciato un progetto creato da Jordison, Jed Simon e Kris Norris, al quale si aggiunsero Chris Vrenna e Henry Derek rispettivamente come tastierista e cantante. Il 21 giugno giunse la conferma da Jordison che il gruppo si sarebbe chiamato Scar the Martyr.
Il 5 maggio 2016 Jordison ha rivelato il cambiamento del nome del gruppo in Vimic, che include nella formazione anche il cantante Kalen Chase Musmecci e tre componenti degli Scar the Martyr, il chitarrista Jed Simon, il bassista Kyle Konkiel e il tastierista Matthew Tarach. Tuttavia il gruppo pubblicherà con il nuovo nome solo una manciata di singoli tra il 2016 e il 2017, rimanendo poi fuori attività sino alla prematura morte di Jordison nel 2021.

### Sinsaenum
Nel 2016 forma, con i musicisti Frédéric Leclercq, Stéphane Buriez, Sean Zatorsky, Attila Csihar e Heimoth, il supergruppo blackened death metal Sinsaenum, che pubblica nello stesso anno l'album di debutto Echoes of the Tortured. Due anni più tardi è stata la volta del secondo album Repulsion for Humanity, mentre nel 2021 il gruppo ha iniziato le registrazioni del terzo album, interrotte tuttavia a causa dell'improvvisa morte di Jordison. Il gruppo ha rivelato che porterà comunque avanti il progetto in suo onore.

### Malattia e morte
Nel 2016 Jordison ha dichiarato di soffrire di mielite acuta trasversale in un'intervista a Metal Hammer. I sintomi si erano manifestati nel 2010, durante un tour con i Murderdolls, ma la malattia è stata diagnosticata solo molto tempo dopo. Ciò gli ha causato la perdita dell'uso della gamba sinistra. La malattia neurologica gli aveva già compromesso temporaneamente l'uso delle gambe e gli aveva impedito di suonare prima della riabilitazione. Si era ripreso con l'aiuto di un medico e di un intenso lavoro in palestra.
Jordison è deceduto nel sonno il 26 luglio 2021, all'età di 46 anni, come dichiarato dalla famiglia il giorno seguente.

## Collaborazioni
Jordison ha contribuito vocalmente al brano Stitch Her Further dei Necrophagia, presente in Harvest Ritual: Vol 1. Il batterista è inoltre apparso nel videoclip di Tainted Love dei Marilyn Manson e ha suonato la batteria in diversi brani del secondo album degli Otep, House of Secrets. Ha contribuito alla creazione di alcuni esemplari di bacchette, tra cui le Pro-Mark 515 (il suo modello personalizzato) e le Ahead Joey 1. Alle prime bacchette contribuì in modo molto singolare: si fece prelevare due provette di sangue e successivamente mischiò il liquido all'impasto adoperato per la marchiatura delle bacchette. Ha inoltre disegnato per la Pearl un rullante in acciaio 13"x6,5", il JJ-1365, con una finitura satinata nera con decorazioni incise.

## Discografia

### Con i Modifidious
- 1993 – Drown (demo)
- 1993 – Submitting to Detriment (demo)
- 1994 – Sprawl (raccolta)

### Con gli Have Nots
- 1996 – Forgetting Yesterday and Beating You with Kindness (demo)

### Con gli Slipknot
- 1996 – Mate. Feed. Kill. Repeat. (demo)
- 1999 – Slipknot
- 1999 – Welcome to Our Neighborhood (video)
- 2001 – Iowa
- 2002 – Disasterpieces (video)
- 2004 – Vol. 3: (The Subliminal Verses)
- 2005 – 9.0: Live (live)
- 2007 – Voliminal: Inside the Nine (video)
- 2009 – All Hope Is Gone
- 2010 – (sic)nesses - Live at Download (video)
- 2012 – Antennas to Hell (raccolta)

### Con i Murderdolls
- 2002 – Beyond the Valley of the Murderdolls
- 2010 – Women and Children Last

### Con i Roadrunner United
- 2005 – The All-Star Sessions
- 2008 – The Concert

### Con i Vimic
- 2013 – Scar the Martyr (come Scar the Martyr)

### Con i Sinsaenum
- 2016 – Echoes of the Tortured
- 2018 – Repulsion for Humanity

### Collaborazioni
- 2004 – Otep – House Of Secrets (batteria in Warhead, Sepsis, Hooks & Splinters, Nein e Self-Made)
- 2005 – Necrophagia – Harvest Ritual Volume 1 (voce in Stitch Her Further)
- 2007 – 3 Inches of Blood – Fire Up the Blades
- 2010 – Rob Zombie – Hellbilly Deluxe 2
- 2013 – Ministry – Enjoy the Quiet - Live at Wacken 2012 (batteria in Live at Wacken 2006)
- 2013 – The Rejects – Either Way I'm Fucked (batteria, basso, chitarra)